# Tour de France 2012/3. Etappe
Die 3. Etappe der Tour de France 2012 fand am 3. Juli 2012 statt. Es war die erste der diesjährigen Rundfahrt, die auf französischem Boden ausgetragen wurde. Sie war 197 km lang und führte von Orchies nach Boulogne-sur-Mer. Alle 198 gemeldeten Fahrer gingen an den Start.

## Strecke
Die Strecke verlief überwiegend in westlicher Richtung durch die Départements Nord und Pas-de-Calais. Das Profil war in der ersten Streckenhälfte fast eben, bevor die Fahrer das hügelige Terrain der am Ärmelkanal gelegenen Region Boulonnais erreichten. Bei Kilometer 119 befand sich der Zwischensprint in der Ortschaft Senlecques. Insgesamt waren in der zweiten Streckenhälfte sechs Bergwertungen zu bewältigen (davon vier der vierten und zwei der dritten Kategorie). Vier dieser Bergwertungen, darunter die Zielankunft, lagen auf den letzten 16 Kilometern.

## Teilnehmende Teams
- BMC Racing Team (BMC)
- RadioShack-Nissan (RNT)
- Team Europcar (EUC)
- Euskaltel-Euskadi (EUS)
- Lampre-ISD (LAM)
- Liquigas-Cannondale (LIQ)
- Garmin-Sharp (GRS)
- AG2R La Mondiale (ALM)
- Cofidis, le Crédit en Ligne (COF)
- Saur-Sojasun (SAU)
- Sky ProCycling (SKY)
- Lotto Belisol Team (LTS)
- Vacansoleil-DCM (VCD)
- Katusha Team (KAT)
- FDJ-Big Mat (FDJ)
- Rabobank Cycling Team (TLJ)
- Movistar (MOV)
- Team Saxo Bank-Tinkoff Bank (STB)
- Astana Pro Team (AST)
- Omega Pharma-Quick Step (OPQ)
- Orica GreenEdge (OGE)
- Team Argos-Shimano (TGA)

## Rennverlauf

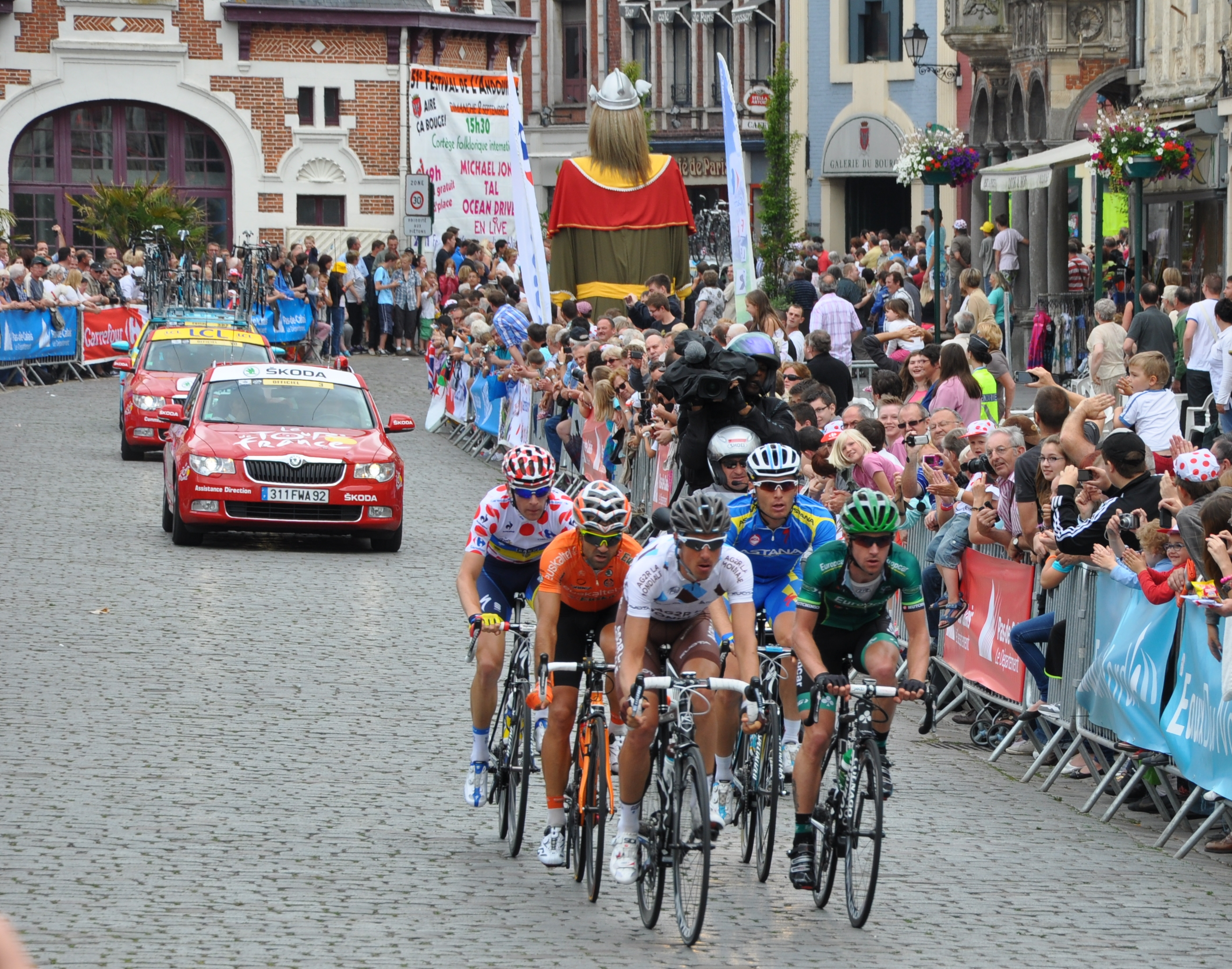
Die Fluchtgruppe in Aire-sur-la-Lys

Fünf Kilometer nach dem Start bildete sich eine fünfköpfige Gruppe, bestehend aus dem Dänen Michael Mørkøv, den Franzosen Giovanni Bernaudeau und Sébastien Minard, dem Ukrainer Andrij Hrywko sowie dem Spanier Rubén Pérez. Die Gruppe setzte sich rasch vom Feld ab und erreichte zehn Kilometer später einen Maximalvorsprung von 5:40 Minuten. Nach etwa 50 Kilometern pendelte sich der Vorsprung bei rund fünf Minuten ein. Den Zwischensprint in Senlecques entschied Minard für sich; Erster aus dem Feld war Mark Cavendish. In der Abfahrt vom ersten Bergpreis stürzten im hinteren Teil des Feldes mehrere Fahrer, der Weißrusse Kanstanzin Siuzou musste verletzt aufgeben.
Das Feld begann den Rückstand kontinuierlich zu verringern. Im Anstieg zum Mont Violette fiel Bernaudeau zurück, womit noch vier Fahrer an der Spitze lagen. 30 Kilometer vor dem Ziel kam es im hinteren Teil des Feldes zu einem Massensturz; mehrere Dutzend Fahrer verloren den Anschluss und der spanische Meister José Joaquín Rojas musste ebenfalls verletzt aufgeben. Urtasun und Minard fielen im Anstieg zur Côte de Herquelingue zurück. Die letzten verbliebenen Mitglieder der Fluchtgruppe, Mørkøv und Hrywko, wurden wenig später im Anstieg zum Mont Lambert vom Feld eingeholt.
Fünf Kilometer vor dem Ziel startete Sylvain Chavanel einen Fluchtversuch, er wurde jedoch im Schlussaufstieg wieder vom Hauptfeld eingeholt. Auf der ansteigenden Zielgeraden kam es erneut zu einem Massensturz, woraufhin Peter Sagan seinen zweiten Etappensieg in Folge feiern konnte.

## Punktewertungen
| Zwischensprint in Senlecques nach 119 km auf 181 m |                        |                            |         |
| 1.                                                 | Frankreich             | Sébastien Minard (ALM)     | 20 Pkt. |
| 2.                                                 | Frankreich             | Giovanni Bernaudeau (EUC)  | 17 Pkt. |
| 3.                                                 | Danemark               | Michael Mørkøv (STB)       | 15 Pkt. |
| 4.                                                 | Spanien                | Rubén Pérez (EUS)          | 13 Pkt. |
| 5.                                                 | Ukraine                | Andrij Hrywko (AST)        | 11 Pkt. |
| 6.                                                 | Vereinigtes Konigreich | Mark Cavendish (SKY)       | 10 Pkt. |
| 7.                                                 | Niederlande            | Kenny van Hummel (VCD)     | 9 Pkt.  |
| 8.                                                 | Slowakei               | Peter Sagan (LIQ)          | 8 Pkt.  |
| 9.                                                 | Australien             | Brett Lancaster (OGE)      | 7 Pkt.  |
| 10.                                                | Belarus                | Jauheni Hutarowitsch (FDJ) | 6 Pkt.  |
| 11.                                                | Australien             | Mark Renshaw (RAB)         | 5 Pkt.  |
| 12.                                                | Italien                | Alessandro Petacchi (LAM)  | 4 Pkt.  |
| 13.                                                | Australien             | Matthew Goss (OGE)         | 3 Pkt.  |
| 14.                                                | Belgien                | Kris Boeckmans (VCD)       | 2 Pkt.  |
| 15.                                                | Australien             | Baden Cooke (OGE)          | 1 Pkt.  |

| Etappenziel in Boulogne-sur-Mer nach 197 km auf 63 m |             |                            |         |
| 1.                                                   | Slowakei    | Peter Sagan (LIQ)          | 45 Pkt. |
| 2.                                                   | Norwegen    | Edvald Boasson Hagen (SKY) | 35 Pkt. |
| 3.                                                   | Slowakei    | Peter Velits (OPQ)         | 30 Pkt. |
| 4.                                                   | Schweiz     | Fabian Cancellara (RNT)    | 26 Pkt. |
| 5.                                                   | Schweiz     | Michael Albasini (OGE)     | 22 Pkt. |
| 6.                                                   | Australien  | Cadel Evans (BMC)          | 20 Pkt. |
| 7.                                                   | Irland      | Nicolas Roche (ALM)        | 18 Pkt. |
| 8.                                                   | Spanien     | Samuel Sánchez (EUS)       | 16 Pkt. |
| 9.                                                   | Niederlande | Bauke Mollema (RAB)        | 14 Pkt. |
| 10.                                                  | Italien     | Vincenzo Nibali (LIQ)      | 12 Pkt. |
| 11.                                                  | Niederlande | Wout Poels (VCD)           | 10 Pkt. |
| 12.                                                  | Kanada      | Ryder Hesjedal (GRS)       | 8 Pkt.  |
| 13.                                                  | Deutschland | Andreas Klöden (RNT)       | 6 Pkt.  |
| 14.                                                  | Kroatien    | Robert Kišerlovski (AST)   | 4 Pkt.  |
| 15.                                                  | Belgien     | Jelle Vanendert (LTS)      | 2 Pkt.  |

## Bergwertungen
| Côte de l’Éperche Kategorie 4 nach 132 km auf 193 m 0,7 km bei 7,9 % |          |                      |        |
| 1.                                                                   | Danemark | Michael Mørkøv (STB) | 1 Pkt. |

| Côte de Mont Violette Kategorie 3 nach 163,5 km auf 173 m 1,0 km bei 9,2 % |            |                        |        |
| 1.                                                                         | Danemark   | Michael Mørkøv (STB)   | 2 Pkt. |
| 2.                                                                         | Frankreich | Sébastien Minard (ALM) | 1 Pkt. |

| Côte de Herquelingue Kategorie 4 nach 181 km auf 115 m 1,7 km bei 5,8 % |          |                      |        |
| 1.                                                                      | Danemark | Michael Mørkøv (STB) | 1 Pkt. |

| Côte de Quéhen Kategorie 4 nach 185 km auf 109 m 1,4 km bei 5,9 % |          |                      |        |
| 1.                                                                | Danemark | Michael Mørkøv (STB) | 1 Pkt. |

| Côte du Mont Lambert Kategorie 3 nach 190,5 km auf 150 m 1,3 km bei 8,4 % |            |                     |        |
| 1.                                                                        | Italien    | Ivan Basso (LIQ)    | 2 Pkt. |
| 2.                                                                        | Frankreich | Tony Gallopin (RNT) | 1 Pkt. |

| Côte de Boulogne-sur-Mer Kategorie 4 nach 197 km auf 63 m 0,7 km bei 7,4 % |          |                   |        |
| 1.                                                                         | Slowakei | Peter Sagan (LIQ) | 1 Pkt. |

## Aufgaben
- 109 –  Kanstanzin Siuzou (Sky ProCycling): Aufgabe während der Etappe nach einem Sturz
- 169 –  José Joaquín Rojas (Movistar): Aufgabe während der Etappe nach einem Sturz